# Reuige Magdalena (Caravaggio)
Die Reuige Magdalena (Originaltitel Maddalena penitente) ist ein gemaltes Portraitbildnis von Caravaggio, das die reuige Maria Magdalena (Maria aus Magdala) abbildet. Es entstand um 1597 (andere Quellen geben 1594–1595 an) und wurde mit Ölfarben auf Leinwand gemalt.
Das Gemälde befindet sich heute im Palazzo Pamphilj in Rom (Galleria Doria Pamphilj).

## Szene/Motiv
Die hl. Maria Magdalena Büßerin befindet sich in ihrem Versteck und sitzt zusammengesackt mit verschränkten Armen auf einem Stuhl. Sie wird am Tiefpunkt ihres Lasterlebens dargestellt, das ihr hier bewusst wird. Daneben liegen ihre Habseligkeiten auf dem Boden.
Die Frau, die für Caravaggio hier Modell stand, ist dieselbe wie auf seinem Gemälde Ruhe auf der Flucht nach Ägypten (um 1597).
Maria Magdalena wurde von Caravaggio nochmals in einem späteren Gemälde in Ekstase dargestellt.